# Maxime Vachier-Lagrave
Maxime Vachier-Lagrave (Nogent-sur-Marne, 21 d'octubre de 1990) és un jugador d'escacs francès, que té el títol de Gran Mestre des de 2005. Prodigi dels escacs, obtingué el títol a l'edat de 14 anys i 4 mesos i, per tant, va ser una de les persones més joves de la història a assolir-lo. Ha estat dos cops Campió de França absolut i Campió del món juvenil.
A la llista d'Elo de la FIDE del juny de 2023, hi tenia un Elo de 2747 punts, cosa que en feia el jugador número 2 (en actiu) de França, i el 12è millor jugador al rànquing mundial. El seu màxim Elo va ser de 2819 punts, a la llista d'agost de 2016 (posició 2 al rànquing mundial).

## Resultats destacats en competició
Vachier-Lagrave ha obtingut resultats destacables en categories per edats, com ara dos subcampionats del món per edats (Sub-14 el 2002, i Sub-16 el 2005). El 2005 fou segon al Campionat de França, una posició que repetí posteriorment els anys 2008 i 2009. El 2006 fou 6è al fortíssim Aeroflot Open de Moscou, i guanyà el VII Torneig de Joves Mestres de Lausana, tot i que hi era el jugador més jove dels convidats, en guanyar el xinès Wang Yue al playoff final a ràpides. El 2007 empatà als llocs 2n-5è, amb 8/13 punts, al grup B del Torneig Corus (el campió fou Pàvel Eliànov), guanyà el Campionat de París, amb 7/9 punts, i guanyà el Campionat de França, a Aix les Bains, tot vencent en Vladislav Tkatxov en el desempat.
El 2009 es proclamà Campió del món juvenil. El mateix any 2009 guanyà fort Torneig Magistral del Festival d'escacs de Biel, a Suïssa, amb una excel·lent actuació contra jugadors de l'elit mundial com Vasil Ivantxuk, Aleksandr Morozévitx, i Borís Guélfand. Degut a aquests forts resultats, en Vachier-Lagrave va esdevenir el millor jugador francès. El 2010 empatà al primer lloc també al Torneig Magistral del Festival de Biel amb dos altres joves súper-GMs, Fabiano Caruana i Nguyễn Ngọc Trường Sơn, amb 5½/9 punts, però quedà tercer en el desempat.
Entre l'agost i el setembre de 2011 participà en la Copa del món de 2011, a Khanti-Mansisk, un torneig del cicle classificatori pel Campionat del món de 2013, i hi tingué una raonable actuació; avançà fins a la segona ronda, quan fou eliminat per Bu Xiangzhi (1½-2½).
L'agost de 2011 es proclamà campió de França, per segon cop en la seva carrera, a Caen, per damunt de Laurent Fressinet (2n) i Étienne Bacrot (3r). El setembre de 2011 va jugar un matx de partides ràpides a Clichy (França) contra el ja retirat Campió del món Garri Kaspàrov, i el perdé, 0.5-1.5.
L'agost de 2012 fou novament campió de França, a Pau, en una edició en què el títol es compartí entre ell, Romain Édouard, Christian Bauer i Etienne Bacrot. L'octubre de 2012 guanyà la SPICE Cup a Saint Louis, per damunt de Ding Liren i Lê Quang Liêm. El desembre de 2012 fou segon a l'Al Ain Classic amb 7 punts de 9, els mateixos punts que el campió Romain Édouard però amb pitjor desempat.
El gener de 2013 empatà al primer lloc al torneig Tradewise de Gibraltar, tot i que finalment fou segon després dels desempats (el campió fou Nikita Vitiúgov). Entre abril i maig de 2013 participà en el fort Memorial Alekhine, i hi empatà als llocs 4t a 8è, amb 4½/9 punts. L'agost de 2013 participà en la Copa del Món de 2013, on tingué una bona actuació, i arribà a les semifinals, on fou eliminat per Vladímir Kràmnik 2½–1½.
El gener del 2015 fou segon al 77è Torneig Tata Steel amb 8½ de 13, els mateixos punts que Anish Giri, Wesley So i Liren Ding, i a mig punt del vencedor i campió del món Magnus Carlsen. El juliol de 2015, per tercer any consecutiu, fou campió del Festival de Biel. El setembre de 2015 participà en la Copa del món de 2015 on fou eliminat a quarts de final per Anish Giri després d'eliminar a Isan Reynaldo, Gabriel Sargissian, Ievgueni Tomaixevski i Wesley So. L'octubre de 2015 obtingué la medalla de plata en el Campionat del món d'escacs llampec a Alemanya amb 15 punts de 21, els mateixos punts que Vladímir Kràmnik però amb millor desempat i mig per darrere del campió Aleksandr Grisxuk. El desembre de 2015 fou subcampió del London Chess Classic 2015 en liderar juntament amb Magnus Carlsen i Anish Giri amb 5½ de 9 i guanyar primer la primera ronda del play-off de desempat contra Anish Giri per 1 a 2, però perdent la final contra Magnus Carlsen per ½ a 1½.
El febrer de 2016 fou segon al Festival de Gibraltar amb 8 punts de 10 partides, els mateixos punts que el campió Hikaru Nakamura però que perdé en les partides de desempat amb quatre taules i una derrota final per armageddon. El juliol de 2016 guanyà el Torneig de Dortmund amb 5½ punts de 7, un punt i mig per davant dels segons classificats: Vladímir Kràmnik, Fabiano Caruana i Leinier Domínguez.
Va jugar a París el Grand Chess Tour 2017, que es va celebrar entre el 21 i el 25 de juny, i va acabar primer en el còmput global empatat amb Magnus Carlsen. Carlsen va batre llavors Vachier-Lagrave al playoff per guanyar el torneig en solitari. Entre el 2 i l'11 d'agost va guanyar la Copa Sinquefield, el primer torneig clàssic del Grand Chess Tour, amb una puntuació de 6/9 (+3–0=6), mig punt per damunt d'Anand i Carlsen. Aquest resultat va deixar Vachier-Lagrave en segon lloc de la classificació del Grand Chess Tour amb 31 punts, tres per darrere del primer classificat, Magnus Carlsen.

### Participació en olimpíades d'escacs
En Vachier-Lagrave ha participat, representant França, en cinc Olimpíades d'escacs entre els anys 2006 i 2014 (tres cops com a 1r tauler), amb un resultat de (+14 =32 –6), per un 57,7% de la puntuació. El seu millor resultat el va fer a l'Olimpíada del 2012 en puntuar 6½ de 10 (+4 =5 -1), amb el 65,0% de la puntuació, amb una performance de 2741.